# 林瑞霞
林瑞霞（1954年5月5日—），臺灣無黨籍政治人物，嘉義市人。退休教師，現任嘉義市桃山人文館館長。國立臺灣大學社會科學院三民主義研究所碩士畢業，曾任嘉義中學公民教師、教師人權促進會嘉義分會創會會長、嘉義市公共事務關懷協會創會理事長、中華民國荒野保護協會首任嘉義分會會長、快樂公民學苑創辦人，專長為公民教育、城市議題、公共政策等。
自許為社會人格者的理想家與實踐家，人稱憨蝦，從1988年起參與台灣民主改革運動，推動人權教育、公民教育的實踐，追求社會公義。座右銘為「堅持，是我一生不變的志願」。
曾多次參選嘉義市市議員與立法委員，但均未當選。

## 投入選舉
林瑞霞從1998年起多次參選市議員，也在2008年參加立法委員選舉，但皆未當選，她認為「在指望中要喜樂，在患難中要忍耐。」故仍舊投入公共事務，持續參與選戰期盼以更為廣泛的影響力做事。林瑞霞表示，民主不是選舉，而是對話，因此期盼能以「大公民小立委」的身分監督政治人物。

### 中華民國直轄市議員及縣市議員選舉
| 年   | 選區           | 總名額 | 得票數 | 得票率 | 得票排名 | 結果 |
| ---- | -------------- | ------ | ------ | ------ | -------- | ---- |
| 1998 | 嘉義市第一選區 | 11     | 1792   | 3.53%  | 14       | 落選 |
| 2002 | 嘉義市第一選區 | 10     | 911    | 1.69%  | 19       | 落選 |
| 2005 | 嘉義市第一選區 | 12     | 1619   | 2.52%  | 17       | 落選 |
| 2009 | 嘉義市第一選區 | 11     | 1834   | 2.95%  | 14       | 落選 |
| 2014 | 嘉義市第一選區 | 11     | 1859   | 2.88%  | 15       | 落選 |
| 2018 | 嘉義市第一選區 | 10     | 1625   | 2.6%   | 16       | 落選 |
| 2022 | 嘉義市第一選區 | 10     | 1958   | 3.88%  | 15       | 落選 |

### 中華民國立法委員選舉
| 年   | 選區   | 總名額 | 得票數 | 得票率 | 得票排名 | 結果 |
| ---- | ------ | ------ | ------ | ------ | -------- | ---- |
| 2008 | 嘉義市 | 1      | 663    | 0.58%  | 4        | 落選 |

## 議題參與及政治立場

### 政治理念
林瑞霞提出三大焦點，分別是國家前途、公民監督國會聯盟以及教育改革。她也表示高度關懷台灣政治及社會，期盼能落實主權在民，建構台灣人民主體性尊嚴，讓這個社會更平等、自由。

### 從支持解除校園髮禁到落實人權教育
林瑞霞認為，在解嚴後的台灣社會運動興盛，許多戒嚴時期的惡法紛紛或廢或修，如「動員戡亂時期懲治叛亂條例」、「刑法100條」…等，但許多不合時宜的校規還是存在於校園中，限制學生的基本人權，如髮禁、襪禁、鞋禁、服裝換季…，許多學校當成品格與紀律的教育，違反規定就是觸犯校規，會影響操行成績甚至於記過處理，她質疑：這真的是品格紀律教育，還是反教育呢？
2002年她公開表示要帶領學生學習循正當的民主法治程序，召開記者會（學習表達意見的自由）、尋求立法委員協助（學習國會的遊說工作）、拜會行政主管單位教育部訓育委員會，改變學生所面對的不合理法令與體制，以實際的行動去實踐的民主人權法治教育。於2002年6月學期末的校務會議上，她幾乎成了學校的公敵。
2003年她帶領嘉義高中班聯會幹部到台北，與中學生反髮禁權利促進會及全國家長團體聯盟假台北市長官邸合開記者會，要求廢髮禁。

### 搶救嘉義稅務出張所
2001年嘉義市清理嘉義稅務出張所周遭環境，計畫將其拆除改建為新市政大樓。同年嘉義文化界人士余國信、林瑞霞、李榮昱等人成立搶救嘉義稅務出張所(舊縣議會)行動陣線展開搶救活動，行動陣線透過演講、陳情、訴訟、抗爭等各種方式反對此案，即使如此，2002年遭到拆除改建。
稅務出張所雖然搶救失敗，促成兩個以關懷城市公共議題的團體正式成立
1. 嘉義市公共事務關懷協會：林瑞霞為創會理事長
2. 嘉義市人文關懷協會[10]

### 搶救嘉義舊監獄
因嘉義監獄於1994年從舊監遷至嘉義縣鹿草鄉新蓋好的監獄，舊監即不再收容犯人，故於1998年7月7日嘉義監獄向嘉義市政府提出將舊監轉為古蹟的建議，但嘉義市政府初期並不同意，而是想把此地改建為國際會議廳（另一說為作為嘉義大學用地），2001年林瑞霞和其他嘉義市文史人士，與嘉義監獄的老員工合作，為保存舊監而舉辦以舊監為主題的文藝活動，讓舊監的留存獲得重視，終於讓嘉義市政府從善如流，將其定為市定古蹟，又於2005年5月被升格為國定古蹟，後來又成立獄政博物館。

### 搶救嘉義郡役所
2005年嘉義市政府決定在嘉義郡役所的基地上，耗資22億興建北棟大樓，林瑞霞站出來反對，認為這項計劃不符合都市更新計劃原理，且嘉義郡役所已是嘉義市區碩果僅存的人文地景。但於2010年10月，嘉義郡役所仍被嘉義市政府拆除。

### 支持2020以台灣名義參加東京奧運
2018年5月17日，林瑞霞與時代力量嘉義提名市議員候選人張志翔等人，於嘉義市議會召開記者會，公開呼籲聯署2020東京奧運台灣正名公投。當場獲得市長涂醒哲、市議員蔡文旭、王美惠、吳上明、莊豐安及黃露慧等人響應簽名連署。

## 榮譽
2013年，參與信義房屋全民社造行動計畫，提案「打造桃山人文藝術巷弄」，獲選為種子獎。
2017年，參與信義房屋全民社造行動計畫，提案「公民幸福之路─人權法治紮根推展計畫」，獲選為種子獎。

## 爭議

### 嘉義市議員槓公民監督爭議
2016年5月11日，嘉義市議員洪有仁下午一點多到議會簽到，被議事組人員拒絕，12日議質詢時提出異議，認為議會對簽到未有硬性規定，以往只要在開會議程、下午五點前簽到都可以，他前天下午出席小組活動卻不能簽到，覺得困惑。他並點名桃城公民行動聯盟發起人林瑞霞所發起的公民監督行為干擾議事進行，以十二點前開會當簽到標準，是吹毛求疵、太超過，揶揄「乾脆在議場設特別席，封她嘉市第25號議員」，要求議長蕭淑麗釐清議事規則。

## 外部連結
- 林瑞霞粉絲團的Facebook專頁
- 林瑞霞的Facebook專頁
- YouTube上的林瑞霞頻道
- YouTube上的林瑞霞粉絲團頻道